# Keitele
För andra betydelser, se Keitele (olika betydelser).
Keitele är en kommun i landskapet Norra Savolax i Finland. Keitele har 2 095 invånare (2021), på en yta av 578,32 km².
Grannkommuner är Pielavesi, Pihtipudas, Tervo, Vesanto och Viitasaari.
Keitele är enspråkigt finskt.

## Politik

### Mandatfördelning i Keitele kommun, valen 1976–2021
| 5 | 3 | 1 | 10 | 2 |

| 5 | 3 | 2 | 9 | 2 |

| 4 | 3 | 2 | 10 | 2 |

| 3 | 3 | 1 | 12 | 2 |

| 3 | 3 | 1 | 13 | 1 |

| 3 | 3 | 13 | 2 |

| 2 | 4 | 13 | 2 |

| 2 | 4 | 14 | 1 |

| 13 | 8 |

| 2 | 5 | 13 | 1 |

| 12 | 9 |

| 1 | 3 | 4 | 11 | 2 |

| 11 | 10 |

| 2 | 2 | 3 | 10 | 1 | 1 |

| 9 | 10 |

| 1 | 2 | 1 | 4 | 9 | 1 | 1 |

| 12 | 7 |

## Demografi

### Befolkningsutveckling
| Befolkningsutvecklingen i Keitele kommun 1975–2020                                                           | Befolkningsutvecklingen i Keitele kommun 1975–2020 | Befolkningsutvecklingen i Keitele kommun 1975–2020 | Befolkningsutvecklingen i Keitele kommun 1975–2020 | Befolkningsutvecklingen i Keitele kommun 1975–2020 |
| --- | -------------------------------------------------- | -------------------------------------------------- | -------------------------------------------------- | -------------------------------------------------- |
| |                                                    |                                                    |                                                    |                                                    |
| År |                                                    |                                                    | Folkmängd                                          |                                                    |
| 1975 | 1975                                               |                                                    | 3 451                                              |                                                    |
| 1980 | 1980                                               |                                                    | 3 346                                              |                                                    |
| 1985 | 1985                                               |                                                    | 3 357                                              |                                                    |
| 1990 | 1990                                               |                                                    | 3 309                                              |                                                    |
| 1995 | 1995                                               |                                                    | 3 201                                              |                                                    |
| 2000 | 2000                                               |                                                    | 2 972                                              |                                                    |
| 2005 | 2005                                               |                                                    | 2 760                                              |                                                    |
| 2010 | 2010                                               |                                                    | 2 542                                              |                                                    |
| 2015 | 2015                                               |                                                    | 2 379                                              |                                                    |
| 2020 | 2020                                               |                                                    | 2 155                                              |                                                    |
| Anm: Uppgifterna avser förhållandena den 31 december nämnda år enligt områdesindelningen den 1 januari 2022. |                                                    |                                                    |                                                    |                                                    |

### Språk
Befolkningen efter språk (modersmål) den 31 december 2022. Finska, svenska och samiska räknas som inhemska språk då de har officiell status i landet. Resten av språken räknas som främmande. För språk med färre än 10 talare är siffran dold av Statistikcentralen på grund av sekretesskäl.
| Språk                        | Talare 2022-12-31 | Talare 2022-12-31 |
| Språk                        | Antal             | Andel (%)         |
| ---------------------------- | ----------------- | ----------------- |
| Hela befolkningen            | 2 029             | 100,0             |
| Inhemska språk totalt        | 1 990             | 98,1              |
| Finska                       | 1 988             | 98,0              |
| Svenska                      | 2                 | 0,1               |
| Främmande språk totalt       | 39                | 1,9               |
| Ryska                        | 12                | 0,6               |
| Språk med färre än 10 talare | 27                | 1,3               |

|  | Finska (98,0 %) |

|  | Svenska (0,1 %) |

|  | Främmande språk (1,9 %) |

|  | Finska (98,0 %) |

|  | Svenska (0,1 %) |

|  | Främmande språk (1,9 %) |